# Liste des évêques de Senez
Pour un article plus général, voir Diocèse de Senez.
Liste des évêques de Senez :

## Haut Moyen Âge
Évêque incertain : Ursus (457-463), attesté seulement par la tradition locale reprise la Gallia Christiana. Il est considéré par Jean-Rémy Palanque comme polycarpique. Pour lui, il n'y a pas d'évêché à l'époque romaine à Senez car il se trouvait alors à Thorame, ou civitas Eturamina, connue par la citation d'un évêque, Severianus, entre 439 et 450, avant d'être abandonné.
À la même époque, Salinae, aujourd'hui Castellane, a perdu son statut de civitas et de siège d'un évêché éphémère, dont le seul évêque connu a été Claudius au milieu du Ve siècle. Claudius a participé aux conciles régionaux de Riez, en 439, et de Vaison, en 442.
Les deux évêchés de Castellane et de Thorame ont ensuite disparu au profit de Senez.
- Marcel Ier ou Marcellus, attesté en 506
- Simplice, attesté en 541 et 554 ; participe au concile d'Arles de 554.
- Vigile, attesté en 585
- Marcel II, attesté en 614

## Moyen Âge central
- Pierre Ier vers  993-1027
- Ameil, attesté en 1040
- Hugues, attesté en 1042 et 1056
- Étienne, attesté en 1060, fin vers 1089
- Pierre II, attesté en 1089 et1108
- Aldebert de Castellane vers 1123-vers 1146
- Erard (Isnard), attesté en 1155 et 1159
- Pons, attesté en 1170-1174
- Maurel, attesté en 1189, fin vers 1210
- Guillaume Ier, attesté en 1213, 1215
- Jean Ier 1217-1238
- Pierre III 1238-1241
- Guillaume II 1242-1243 ou 1244[4]
- Sigismond 1243-1245 ou seulement 1245[4]
- Guillaume III 1246-1250[4] ou 1255
- Raimond 1255[4]-1260 ou 1285[4]
- Bertrand de Séguret 1285[4] ou 1290-1312[4]

## Moyen âge tardif
- Albert vers 1315 ou 1319[4]
- Bertrand II 1317 ou 1326[4]-1346 ou 1360[4]
- Bertrand III 1346-1358 (inconnu d’Hermelin)
- Bertrand IV 1358-1362 (inconnu d’Hermelin)
- Pierre IV d'Aynard 1362 ou 1364[4]-1368 ou 1369[4]
- Robert Gervais vers 1368/1369[4]-vers 1390[4]
- Ammon de Nicolaï, 1390-1397[4]
- Isnard de Saint-Julien 1392-1408 ou seulement 1397[4]
- Avignon Nicolaï 1408-1409, transféré à Huesca (1409) en Espagne
- Jean II de Seillons 1409[4]-1436[4] ou 1442
- Georges ou Erige[4] de Clariani 1442-1459[4]
- Elzéar de Villeneuve 1459-1490[4]

## Époque moderne
- Nicolas Ier de Villeneuve 1492-1507[4]
- Nicolas II de Fieschi ou de Fiesque 1507-1512[4], cardinal
- Jean-Baptiste de Laigue d'Oraison 1512-1546[4]
- Pierre IV de Quiqueran de Beaujeu 1546-1550[4]
- Nicolas III de Jarente de Senas 1550-1551[4]
- Théodore Jean de Clermont de Talard 1551-1561[4]
- Jean III de Clausse de Monchy (Mouchy) 1561-1587[4]

Vacance du diocèse : Louis Des Balbes de Berton de Crillon 1587-1601, administrateur du temporel de l'évêché.
- Jacques Martín 1601-1623[4]
- Louis du Chaine 1623-1671[4]
- Louis Anne Aubert de Villeserin 1671-1695[4]
- Jean Soanen 1696-1727[4]

Vacance du diocèse : 1727-1741 Jean d'Yse de Saléon, vicaire général, Louis-François-Gabriel d'Orléans de la Motte administrateur et vicaire général puis Louis-Jacques-François de Vocance administrateur et vicaire général
- Louis-Jacques-François de Vocance 1741-1756[4]
- Antoine-Joseph d'Amat de Volx 1757-1771[4]
- Étienne François Xavier des Michels de Champorcin 1771-1773[4], transféré à Toul (1773)
- Jean-Baptiste Charles Marie de Beauvais 1774-1783[4]
- Sixte-Louis-Constance Ruffo (Roux) de Bonneval 1783-1784[4]
- Jean-Joseph-Victor de Castellane-Adhémar 1784-1788[4]
- Jean-Baptiste Marie Scipion Ruffo (Roux) de Bonneval 1789-1790[4], dernier évêque de Senez. Le diocèse est supprimé (1790) et l’ancien évêque arrêté le 3 juillet 1791[5].

## Siège titulaire
Le diocèse de Senez est restauré en 2009 comme siège titulaire